# Révolte des Malês
La révolte des Malês, aussi connue comme la Grande Révolte, est une révolte d'esclave noirs, en majorité musulmans, qui s'est produite le 25 janvier 1835, à Salvador, dans l'État de Bahia, au Brésil. Cette révolte fut un échec mais elle est considérée comme un point de départ vers l'abolition de l'esclavage au Brésil.